# Rechnitz
Rechnitz (en hongrois : Rohonc) est une commune (Marktgemeinde) autrichienne du district d'Oberwart dans le Burgenland.

## Géographie

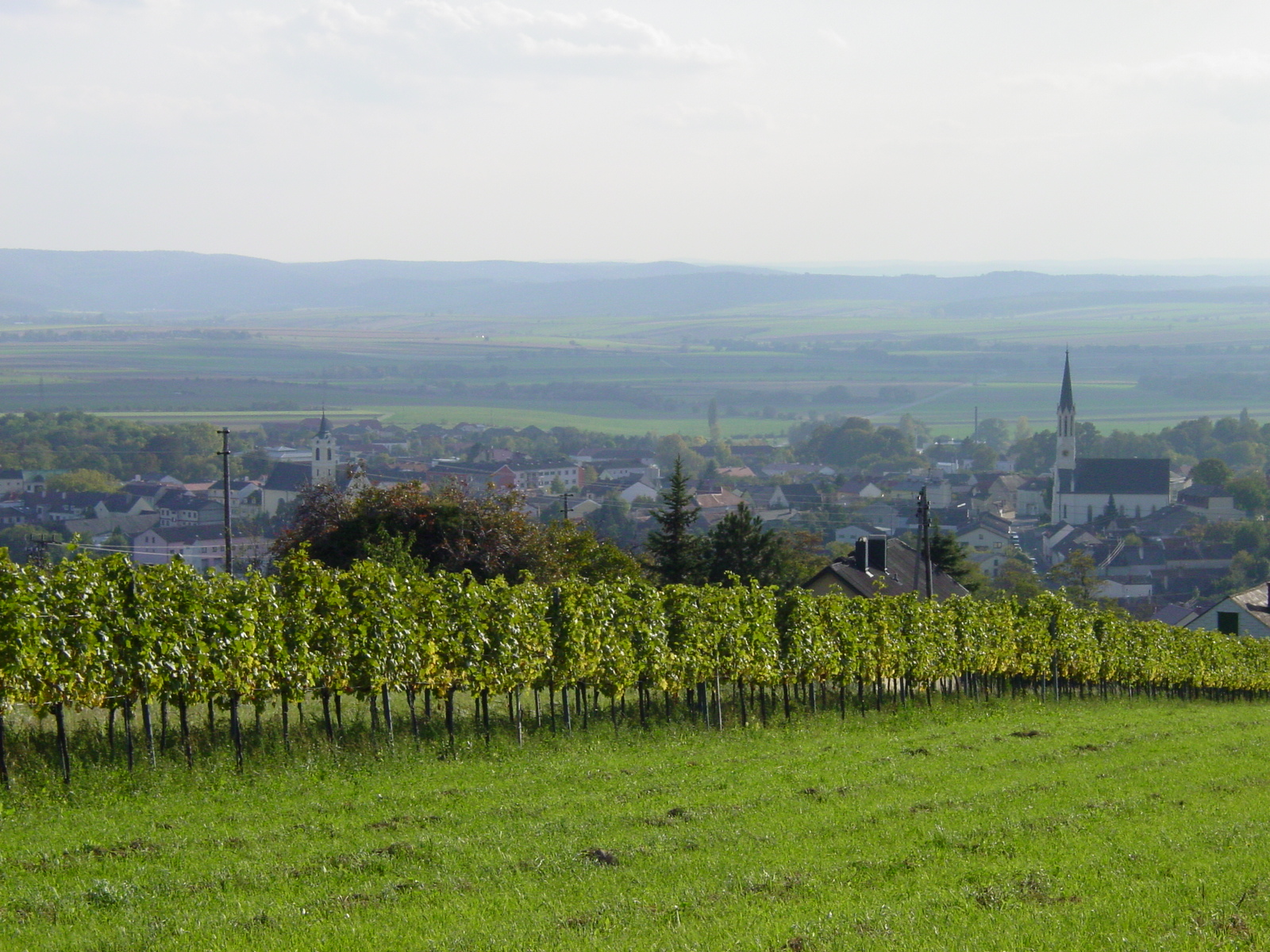
Vue sur la commune.

La commune se trouve près de la frontière entre l'Autriche et la Hongrie qui marque la limite du territoire avec celui de Bozsok au nord-est. Elle est située sur la pente sud du massif de Kőszeg, au pied du mont Geschriebenstein (884 mètres). Cidessus s'étend la grande plaine de Pannonie.
Rechnitz bénéficie d'un climat doux favorable à la culture de la vigne et des fruits, parmi lesquels les abricots (Marillen) joue un rôle primordial

## Histoire
Des découvertes du Néolithique attestent d'un peuplement précoce, notamment pendant l'ère rubanée et de la culture de Lengyel. Des données importants datent également de l'époque celtique et de l'Empire romain.

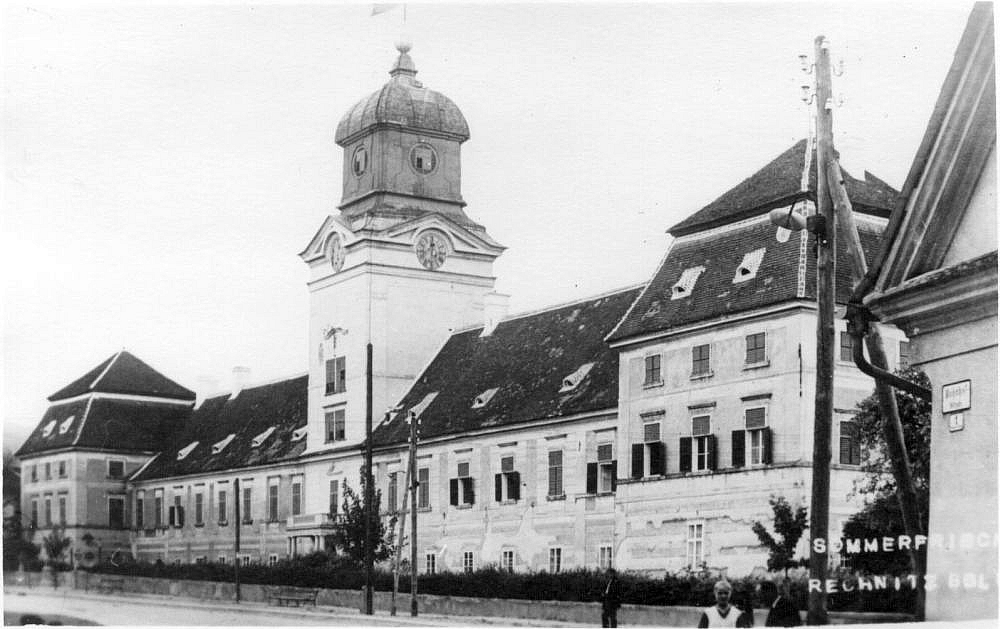
Ancien château.

Au VIe siècle, une colonie slave s'est formée au nom d'Orechovca. Pendant la colonisation germanique, elle fut mentionnée pour la première fois dans un document officielle en 1260. Rechnitz acquit le droit de tenir marché en 1348. À partir de 1527, l'ancien château de Rechnitz, en édifice datant du XIIIe siècle, fut en possession de la noble famille Batthyány. En 1906, la propriété a été vendue à Heinrich Thyssen, fils cadet de l'industriel prussien August Thyssen, ayant acquis le titre de baron Bornemisza de Kászon. Jusqu'en 1920, au traité de Trianon, la ville est sur le territoire du royaume de Hongrie. Après la Première Guerre mondiale, la commune faisait partie de la région germanophone intégrée au Burgenland.
Une communauté juive est probablement présente dans la ville depuis le XVe siècle. Une synagogue est mentionnée en 1649, un nouveau bâtiment construit pour la communauté en 1718. Au milieu du XIXe siècle, le nombre de juifs recensés s'élève à 859. La seule trace de leur présence aujourd'hui est le cimetière juif et la Judengasse.

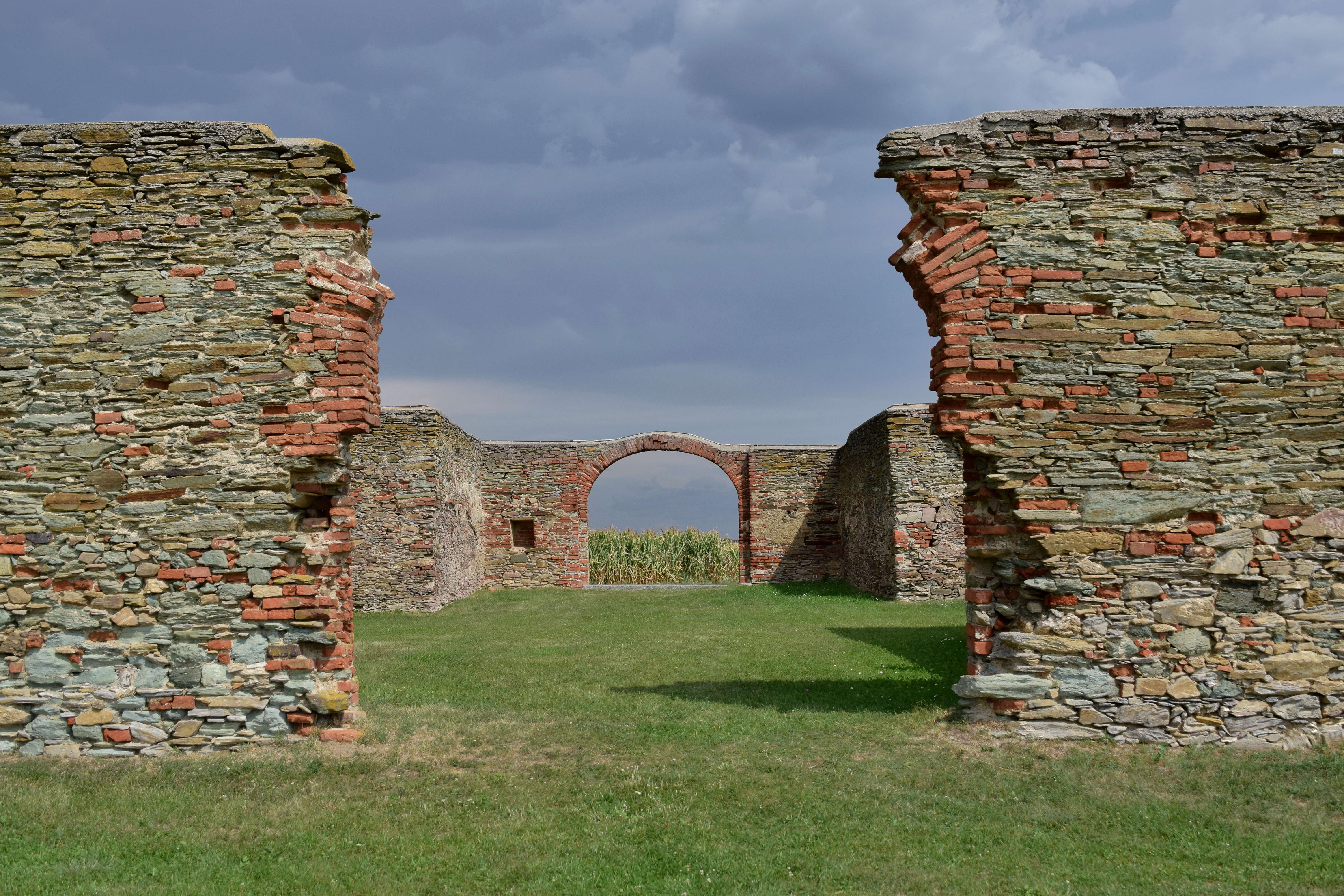
Le Kreuzstadl Rechnitz, un musée et des ruines.

Au cours de la Seconde Guerre mondiale, 600 juifs seront contraints aux travaux forcés à Rechnitz et ses environs. Dans la nuit de 24 au 25 mars 1945, peu de temps avant l'arrivée de l'Armée Rouge, les nazis commettent le massacre de Rechnitz (de). Près de 200 juifs de Hongrie seront massacrés par des nazis. Ils précèdent ce crime par une grande fête dans le château de Rechnitz (détruit quelques jours après). Un film documentaire de Erne/Heinrich, Stecken, Stab und Stangl, un livre de David R.L. Litchfield et une pièce de théâtre de Elfriede Jelinek, Rechnitz (der Würgeengel) seront créés en souvenir de cet épisode. Quatre jours seulement après ces événements, le massacre de Deutsch Schützen-Eisenberg aura lieu non loin de là.

## Jumelages
La commune de Rechnitz est jumelée avec :
- Alzey (Allemagne) depuis 1981 ;
- Lábatlan (Hongrie) depuis 2003.

## Personnalités liées à la commune
- Charles de Batthyany (1697-1772), général et maréchal ;
- Christian Kolonovits (né en 1952), compositeur et chef d'orchestre.